# Luis de Zulueta
Luis de Zulueta y Escolano (Barcelona, 8 de abril de 1878-Nueva York, 2 de agosto de 1964) fue un escritor, profesor y político español, miembro del Partido Reformista y diputado en tres ocasiones de las Cortes de la Restauración.
Tras proclamarse la República, se presentó a las elecciones de 1931 como independiente, saliendo elegido diputado de las Cortes republicanas en representación de la provincia de Badajoz. Fue ministro de Estado en uno de los gabinetes de Gobierno presidido por Azaña y embajador de España en Berlín y ante la Santa Sede, puesto en el que permaneció al estallar la guerra civil española y que desempeñó hasta el momento en que la Santa Sede reconoció el Gobierno del general Franco. Terminada la contienda se exilió en Colombia, donde trabajó como profesor en la Escuela Superior Normal de Bogotá, y, luego, a Estados Unidos, donde falleció.

## Biografía

### Infancia y juventud
Luis de Zulueta y Escolano nació en Barcelona en el año 1878, del matrimonio formado por Juan Antonio de Zulueta, criollo nacido en Cuba, y María Dolores Escolano y de la Peña, catalana de origen. El padre, abogado, estaba relacionado con el nivel más alto de la banca barcelonesa. Luis era uno de los seis hermanos, de los cuales cabe destacar la figura de Antonio de Zulueta, biólogo y pionero de la investigación genética en España. Cursó estudios en el Colegio del Sagrado Corazón, donde coincidió con Eduardo Marquina; poco a poco, nació entre ellos una profunda y entrañable amistad que se mantendrá durante toda la vida. Marquina y Zulueta colaboraron con escritos propios y traducciones en Luz, publicación de corte modernista, y, desaparecida ésta, en Barcelona Cómica. Zulueta y Marquina van adentrándose en círculos literarios y, a principios de siglo, escribían ambos en La Publicidad, diario republicano que había dirigido Lerroux. En 1903, el día 26 de julio, apareció en La Publicidad un artículo firmado por Luis de Zulueta. El artículo llevaba como título «La prudencia de León XIII». Hacía pocos días que el papa había muerto y Luis de Zulueta rememoraba la figura del papa, si bien en términos no muy elogiosos. Este artículo llamó la atención de Miguel de Unamuno, rector de la Universidad de Salamanca, y será el inicio de una larga y profunda amistad, como puede apreciarse a través de una dilatada correspondencia entre Unamuno y Zulueta.[cita requerida]
Cursó estudios en París, Ginebra, Bruselas y Alemania. Le llamaron la atención temas como la Reforma protestante o las enseñanzas filosóficas de Rousseau. Tras su regreso a España, se decidió a estudiar Filosofía y Letras, y, contando con el apoyo de Unamuno —su mentor—, optó por proseguir estudios en la Universidad de Salamanca; matriculado como alumno libre, terminó la carrera en un solo curso. En todas las asignaturas obtuvo brillantes calificaciones, excepto en griego. En este mismo curso, en septiembre, realizó los exámenes de licenciatura obteniendo la calificación de sobresaliente (septiembre de 1906).

### Trayectoria

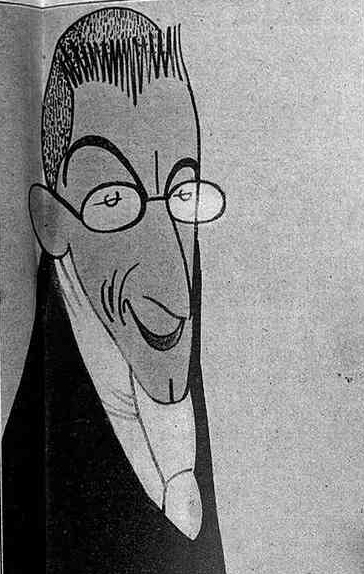
Detalle de una caricatura de Zulueta realizada por Bagaría (1911)

En el verano de 1906 se incorporó a las colonias de San Vicente de la Barquera y comenzó a dar clases en la Institución. Ya como licenciado, firmó oposiciones a cátedras de diferentes institutos de provincias (Soria, Baeza, Teruel, Figueras, Cuenca, Zamora y Huesca), pero no llegó a presentarse a ninguna, como tampoco opositó a una auxiliaría en la Sección de Filosofía de la Facultad de Filosofía y Letras de la Universidad Central, a pesar de haber firmado la solicitud. Del mismo modo, no llegó a opositar a otra auxiliaría de la Facultad de Filosofía y Letras de Sevilla. El 11 de diciembre de 1908 contrajo matrimonio con Amparo Cebrián, con quien tuvo cinco hijos: Concepción, Luis, Inés, Carmen y Julián.
En 1910, Zulueta empieza a tomar parte activa en la vida política, primero a nivel regional y más tarde a nivel nacional. Es nombrado diputado por Barcelona y se doctora ese mismo año en la Universidad Central, obteniendo premio extraordinario con una tesis sobre la pedagogía de Rousseau. Fue nombrado profesor por Real Orden de 17 de agosto de 1910, a propuesta de la Facultad de Filosofía y Letras de la Universidad Central. La actividad docente realizada por Zulueta en la Escuela de Estudios Superiores del Magisterio se prolongó hasta su desaparición, pasando junto con otros profesores de la Escuela a formar parte del claustro de la recién creada Sección de Pedagogía de la Facultad de Filosofía y Letras de la Universidad Central.

### Político

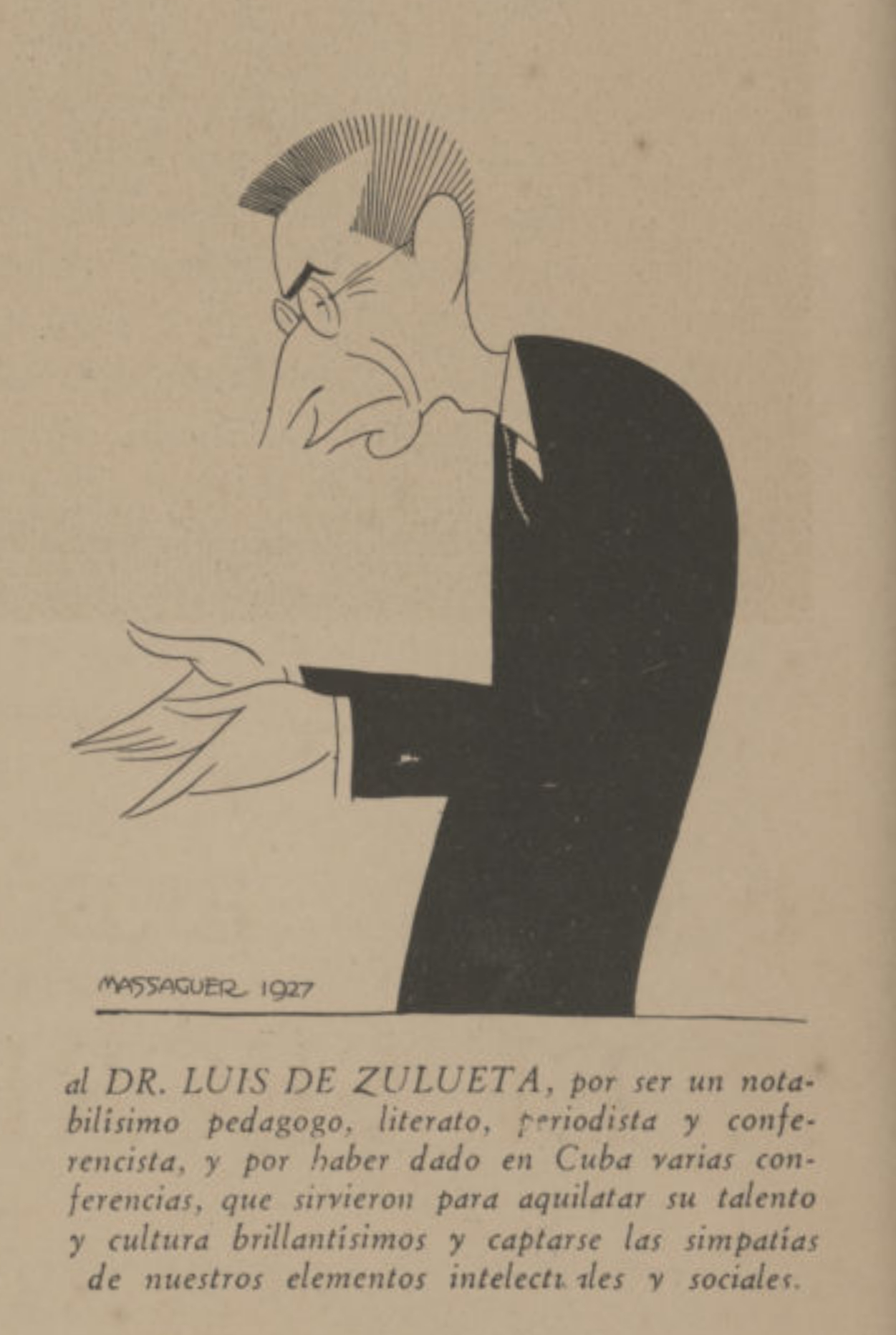
Caricaturizado por Massaguer en la revista cubana Social (1928)

En las elecciones generales de España de 1910 fue proclamado diputado, representando a la fracción política republicana en uno de los distritos de la ciudad de Barcelona por la Junta Provincial de Barcelona. Obtuvo 23 623 votos de los 135 924 emitidos. Elegido nuevamente diputado por la circunscripciones de Madrid en 1919, Pontevedra en 1923 y Badajoz en 1931, fue ministro de Estado en el Gobierno de la Segunda República que, entre el 16 de diciembre de 1931 y el 12 de junio de 1933, presidió Manuel Azaña.
Embajador en Berlín entre 1933 y 1934, pasará en 1936 a representar al Gobierno republicano ante la Santa Sede. No obstante, el inicio de la Guerra Civil y el reconocimiento por parte de la Sede Apostólica del gobierno del general Franco impulsarán al político y diplomático a exiliarse en Colombia, para después pasar a los Estados Unidos, donde permanecería hasta su muerte en 1964.

## Obras
Colaborador en los periódicos de más alto nivel intelectual del país como El Liberal, El Sol y La Libertad. También en revistas relacionadas con temas educativos, como el Boletín de la Institución Libre de Enseñanza, la Revista de Pedagogía, la Revista de Occidente y la revista España
Sus obras más destacadas son:
- El alma de la escuela (1910);
- El maestro (1914);
- La edad heroica (1916);
- El ideal de la educación (1922);
- La democracia educadora (1930);
- La nueva edad heroica (1942);
- El rapto de América (1952).